# Red de colaboración científica
Una red de colaboración científica es una red social en la que los nodos o vértices representan científicos y los enlaces o aristas indican coautorías entre ellos, ya que son la vía de colaboración científica mejor documentada. Es una red no dirigida y libre de escala cuya distribución de grados sigue una ley de potencias con umbral exponencial: la mayoría de los autores están conectados de manera dispersa y unos pocos están muy conectados con el resto. Esta red tiene una naturaleza asortativa u homofílica: los nodos más conectados (en inglés, hubs) tienden a unirse con otros de la misma índole, mientras que los de bajo grado suelen estar conectados a otros de bajo grado. Esta asortatividad no es una propiedad de la estructura de la red, es decir, derivada de su distribución de grados, sino que es generada por algún proceso que gobierna la evolución de la red. Los aspectos relacionados con esta red son de especial importancia en países emergentes en los que las actividades de investigación y desarrollo son prioritarias, y donde la producción científica generalmente depende de colaboraciones.

## Estudio de Mark Newman
En 2001, Mark Newman analizó las redes de colaboraciones científicas en las áreas de biología y medicina, física y ciencias de la computación, tomando varias bases de datos exhaustivas en una ventana de 5 años (1995-1999).  Este análisis reveló que estas redes forman pequeños mundos, en los que cualquier par de científicos elegido al azar está típicamente separado por unos pocos conocidos intermedios. Además, estos resultados parecen sugerir que existe un alto grado de agrupamiento en estas redes, es decir, es mucho más probable que dos científicos hayan colaborado si existe un tercer colaborador en común entre ellos, en contraste con dos científicos elegidos al azar.

## Modelado
En términos estadísticos, se han estudiado dos tipos de modelos probabilísticos para las colaboraciones científicas:
1. Modelos estáticos, en los que una red de colaboración, en un momento en particular, es analizada a partir de características comportamentales y demográficas de los científicos.[7][8]
2. Modelos dinámicos, en los que la evolución de  una red de colaboración es analizada como un proceso estocástico en una determinada ventana temporal.[9]

### Modelos de conexión preferencial
Barabasi et al. estudiaron las redes de colaboración en matemática y neurociencia en una ventana de 8 años (1991-1998) con el fin de entender los principios topológicos y dinámicos que gobiernan redes complejas. Propusieron a las redes de colaboración como un prototipo de redes que evolucionan (es decir, que cambian en el tiempo) dado que se expande por la incorporación de nuevos nodos (científicos/autores) y de nuevos enlaces (coautorías). Los resultados de su análisis revelaron que la red es libre de escala y que su evolución está gobernada por conexiones preferenciales. Además, los autores concluyeron que la mayoría de las medidas usadas para caracterizar a la red son variables en el tiempo. Por ejemplo, el grado promedio de la red aumenta con el paso del tiempo. Por último, el estudio mostró que la separación entre nodos disminuye con el tiempo, aunque se considera que esta tendencia es atribuible a bases de datos incompletas y que puede mostrar un comportamiento opuesto en un sistema completo.